# Christian Günter
Pour les articles homonymes, voir Gunter.
Christian Günter, né le 28 février 1993 à Villingen-Schwenningen dans le Bade-Wurtemberg, est un footballeur international allemand qui joue au poste d'arrière gauche au SC Fribourg.

## Carrière

### En club
Günter fait ses débuts professionnels lors de la saison 2012-2013, pendant laquelle il joue sept matchs de Bundesliga. La saison suivante, il fait ses débuts en compétition européenne, en Ligue Europa. Il inscrit son premier but en championnat le 8 novembre 2014, lors d'un match contre Schalke 04.

### En sélection nationale
En 2013, Günter joue avec l'équipe d'Allemagne des moins de 20 ans. Avec la sélection espoirs, il remporte la médaille de bronze lors du championnat d'Europe espoirs 2015.
Le 13 mai 2014, il fait ses débuts en équipe nationale lors d'une rencontre face à la Pologne (0-0).

Le 10 novembre 2022, il est sélectionné par Hansi Flick pour participer à la Coupe du monde 2022.

## Vie privée
Christian Günter est originaire de Tennenbronn, un quartier de la grande ville de Schramberg. Il est né dans le centre régional voisin de Villingen-Schwenningen. En tant que jeune joueur du SC Freiburg, il faisait la navette entre Tennenbronn et Freiburg. Il vit actuellement dans le quartier fribourgeois de Littenweiler. Günter est marié et père d'une fille née en 2020.
Après avoir obtenu son diplôme d'études secondaires, il a effectué un apprentissage de mécanicien industriel à St. Georgen.

## Statistiques

### En club
| Saison                | Club                  | Championnat            | Championnat | Championnat | Coupe(s) nationale(s) | Coupe(s) nationale(s) | Compétition(s) continentale(s) | Compétition(s) continentale(s) | Compétition(s) continentale(s) | Total | Total |
| Saison                | Club                  | Division               | M.          | B.          | M.                    | B.                    | Comp.                          | M.                             | B.                             | M.    | B.    |
| 2012-2013             | SC Fribourg II        | Regionalliga Sud Ouest | 10          | 0           | -                     | -                     | -                              | -                              | -                              | 10    | 0     |
| 2013-2014             | SC Fribourg II        | Regionalliga Sud Ouest | 3           | 0           | -                     | -                     | -                              | -                              | -                              | 3     | 0     |
| Sous-total            | Sous-total            | Sous-total             | 13          | 0           | 0                     | 0                     | -                              | 0                              | 0                              | 13    | 0     |
| 2012-2013             | SC Fribourg           | Bundesliga             | 7           | 0           | 1                     | 0                     | -                              | -                              | -                              | 8     | 0     |
| 2013-2014             | SC Fribourg           | Bundesliga             | 29          | 0           | 3                     | 0                     | C3                             | 5                              | 0                              | 37    | 0     |
| 2014-2015             | SC Fribourg           | Bundesliga             | 34          | 1           | 3                     | 0                     | -                              | -                              | -                              | 37    | 1     |
| 2015-2016             | SC Fribourg           | 2. Bundesliga          | 31          | 0           | 2                     | 0                     | -                              | -                              | -                              | 33    | 0     |
| 2016-2017             | SC Fribourg           | Bundesliga             | 31          | 0           | 2                     | 0                     | -                              | -                              | -                              | 33    | 0     |
| 2017-2018             | SC Fribourg           | Bundesliga             | 34          | 1           | 3                     | 0                     | C3                             | 2                              | 0                              | 39    | 1     |
| 2018-2019             | SC Fribourg           | Bundesliga             | 32          | 0           | 2                     | 0                     | -                              | -                              | -                              | 34    | 0     |
| 2019-2020             | SC Fribourg           | Bundesliga             | 34          | 2           | 2                     | 0                     | -                              | -                              | -                              | 36    | 2     |
| 2020-2021             | SC Fribourg           | Bundesliga             | 34          | 3           | 2                     | 0                     | -                              | -                              | -                              | 36    | 3     |
| 2021-2022             | SC Fribourg           | Bundesliga             | 34          | 2           | 6                     | 0                     | -                              | -                              | -                              | 40    | 2     |
| 2022-2023             | SC Fribourg           | Bundesliga             | 33          | 1           | 5                     | 0                     | C3                             | 8                              | 0                              | 46    | 1     |
| 2023-2024             | SC Fribourg           | Bundesliga             | 15          | 1           | 1                     | 1                     | C3                             | 3                              | 0                              | 19    | 2     |
| 2024-2025             | SC Fribourg           | Bundesliga             | 29          | 2           | 3                     | 0                     | -                              | -                              | -                              | 32    | 2     |
| 2025-2026             | SC Fribourg           | Bundesliga             | 0           | 0           | 1                     | 0                     | C3                             | -                              | -                              | 1     | 0     |
| Sous-total            | Sous-total            | Sous-total             | 377         | 13          | 36                    | 1                     | -                              | 18                             | 0                              | 431   | 14    |
| Total sur la carrière | Total sur la carrière | Total sur la carrière  | 390         | 13          | 36                    | 1                     | -                              | 18                             | 0                              | 444   | 14    |

### En sélection
| Saison                | Sélection             | Phases finales        | Phases finales | Phases finales | Phases finales | Éliminatoires | Éliminatoires | Éliminatoires | Ligue Nations | Ligue Nations | Ligue Nations | Matchs amicaux | Matchs amicaux | Matchs amicaux | Total | Total | Total |
| Saison                | Sélection             | Compétition           | M              | B              | Pd             | M             | B             | Pd            | M             | B             | Pd            | M              | B              | Pd             | M     | B     | Pd    |
| --------------------- | --------------------- | --------------------- | -------------- | -------------- | -------------- | ------------- | ------------- | ------------- | ------------- | ------------- | ------------- | -------------- | -------------- | -------------- | ----- | ----- | ----- |
| 2014-2015             | Allemagne             | -                     | -              | -              | -              | -             | -             | -             | -             | -             | -             | 1              | 0              | 0              | 1     | 0     | 0     |
| 2020-2021             | Allemagne             | -                     | -              | -              | -              | -             | -             | -             | -             | -             | -             | 2              | 0              | 0              | 2     | 0     | 0     |
| 2021-2022             | Allemagne             | -                     | -              | -              | -              | 1             | 0             | 0             | -             | -             | -             | -              | -              | -              | 1     | 0     | 0     |
| 2022-2023             | Allemagne             | Coupe du monde 2022   | -              | -              | -              | -             | -             | -             | -             | -             | -             | 4              | 0              | 0              | 4     | 0     | 0     |
| Total sur la carrière | Total sur la carrière | Total sur la carrière | 0              | 0              | 0              | 1             | 0             | 0             | 0             | 0             | 0             | 7              | 0              | 0              | 8     | 0     | 0     |

.